# Mittelmeer-Strohblume
Die Mittelmeer-Strohblume (Helichrysum stoechas) ist eine Pflanzenart aus der Gattung der Strohblumen (Helichrysum) in der Familie der Korbblütler (Asteraceae).

## Merkmale
Die Mittelmeer-Strohblume ist ein sehr variabler, kleiner Halbstrauch, der Wuchshöhen von 10 bis 50 Zentimetern erreicht. Die Laubblätter sind sitzend und weißfilzig, verkahlen manchmal auf der Oberseite und haben einen umgerollten Rand. Die Blütenkörbchen sind in dichten Doldentrauben mit einer Breite von 1,5 bis 3 Zentimetern angeordnet. Die Hülle ist 4 bis 6 Millimeter breit, leuchtend hellgelb und kugelig bis breit eiförmig. Die ziemlich locker mehrreihig angeordneten Hüllblätter sind häutig und drüsenlos. Die Röhrenblüten sind gelb.
Die Blütezeit reicht von April bis Juli.
Die Chromosomenzahl beträgt 2n = 28.

## Vorkommen
Die Mittelmeer-Strohblume kommt im Mittelmeerraum vor. Die Art wächst auf Fels- und Sandküsten und in Garigues.

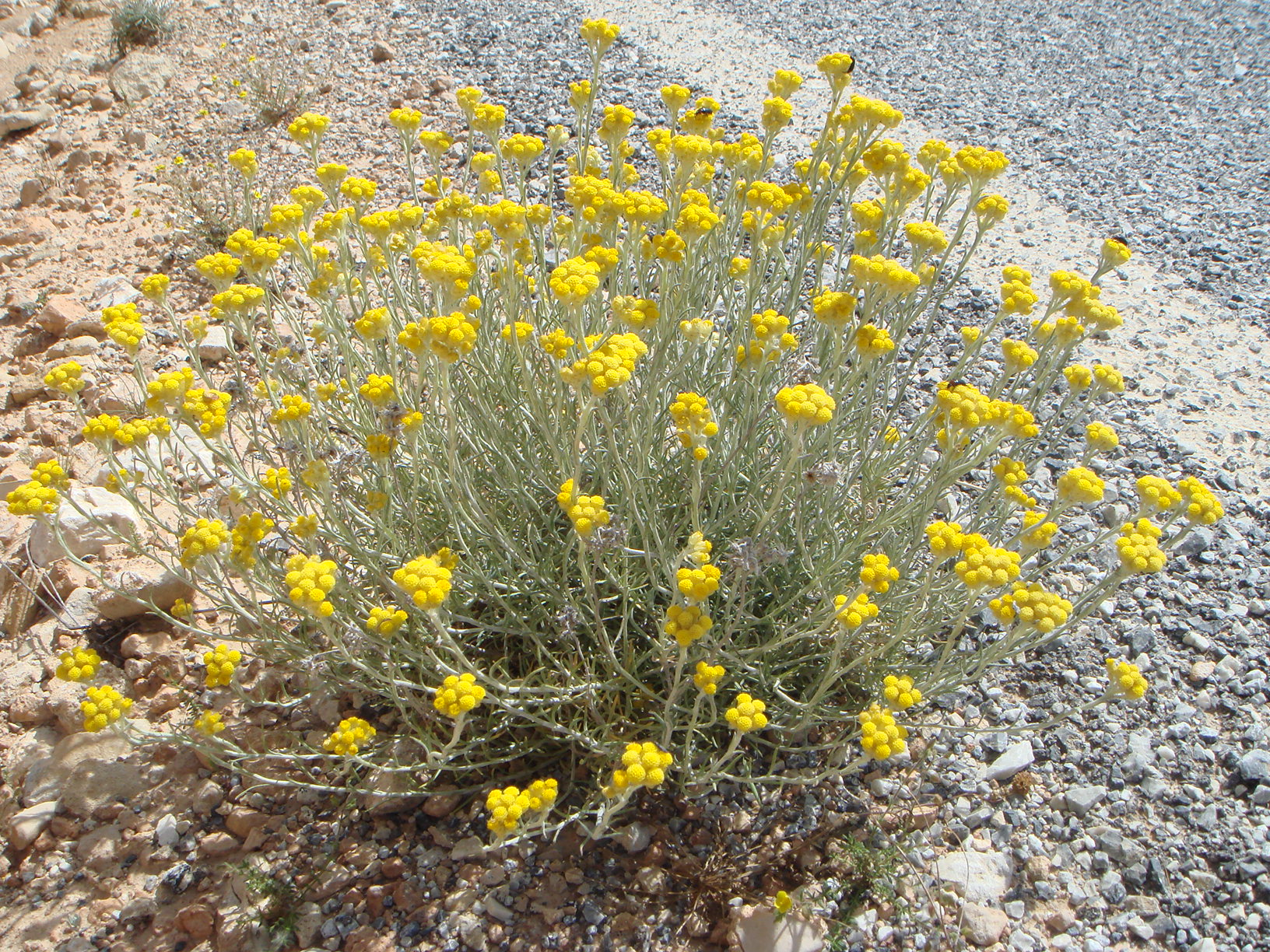
Mittelmeer-Strohblume (Helichrysum stoechas)

## Systematik
Es werden zwei Unterarten der Mittelmeer-Strohblume unterschieden:
- Helichrysum stoechas (L.) Moench subsp. stoechas: Der Geruch der stark aromatischen Pflanze erinnert an Curry. Die Blätter sind schmal linealisch und meist über 2 Zentimeter lang.[1] Die Unterart kommt im westlichen Mittelmeerraum in den floristischen Territorien[3] Marokko, Portugal, Spanien, Balearen, Frankreich, Italien und Sizilien vor, außerdem als Adventivpflanze in Korsika. Angaben von Sardinien und aus dem ehemaligen Jugoslawien beruhen auf Irrtum.[3]
- Helichrysum stoechas subsp. barrelieri (Ten.) Nyman: Die Pflanze ist kaum oder gar nicht aromatisch. Die Blätter sind in der Regel weniger als 2 Zentimeter lang und breit linealisch bis schmal spatelförmig.[1] Diese Unterart kommt im östlichen Mittelmeerraum in den floristischen Territorien[3] Italien, Sizilien, Albanien, Griechenland, Kreta, Ostägäische Inseln, Europäische Türkei, Anatolien, Zypern, Libanon, Syrien, Tunesien, Libyen und Ägypten vor.[3]

## Belege
1. 1 2 3 4 5 6 7  
Peter Schönfelder, Ingrid Schönfelder: Was blüht am Mittelmeer? Franckh’sche Verlagsbuchhandlung, Stuttgart 1987, ISBN 3-440-05790-9, S. 108.
2. ↑  
Helichrysum stoechas bei Tropicos.org. In: IPCN Chromosome Reports. Missouri Botanical Garden, St. Louis
3. 1 2 3 4  
Werner Greuter: Compositae (pro parte majore): Helichrysum stoechas. In: Werner Greuter, Eckhard von Raab-Straube (Hrsg.): Compositae. Euro+Med Plantbase - the information resource for Euro-Mediterranean plant diversity. Berlin 2006–2009.